# Liste der Bodendenkmale in Parsteinsee
Die Liste der Bodendenkmale in Parsteinsee enthält alle Bodendenkmale der brandenburgischen Gemeinde Parsteinsee und ihrer Ortsteile auf der Grundlage der Landesdenkmalliste vom 31. Dezember 2021.
Die Baudenkmale sind in der Liste der Baudenkmale in Parsteinsee aufgeführt.
| Gemarkung                           | Flur    | Kurzansprache | Bodendenkmalnummer | Bemerkung | Bild |
| ----------------------------------- | ------- | --- | ------------------ | --------- | ---- |
| Lüdersdorf (Lage)                   | 3, 4    | Siedlung Bronzezeit, Gräberfeld römische Kaiserzeit, Siedlung Eisenzeit, Siedlung deutsches Mittelalter, Gräberfeld Bronzezeit, Siedlung Steinzeit | 40299              |           |      |
| Lüdersdorf (Lage)                   | 3       | Siedlung Steinzeit, Siedlung slawisches Mittelalter                                                                                                | 40300              |           |      |
| Lüdersdorf (Lage)                   | 2, 3    | Dorfkern deutsches Mittelalter, Dorfkern Neuzeit                                                                                                   | 40301              |           |      |
| Lunow (Lage)                        | 2       | Siedlung Bronzezeit | 40315              |           |      |
| Neuendorf, Parstein, Serwest (Lage) | 5, 3, 7 | Siedlung slawisches Mittelalter | 40346              |           |      |
| Parstein (Lage)                     | 2, 3    | Gräberfeld Bronzezeit | 40388              |           |      |
| Parstein (Lage)                     | 3       | Gräberfeld Neolithikum | 40389              |           |      |
| Parstein (Lage)                     | 2       | Dorfkern deutsches Mittelalter, Dorfkern Neuzeit, Mühle Neuzeit                                                                                    | 40394              |           |      |
| Parstein (Lage)                     | 3       | Siedlung Urgeschichte | 40395              |           |      |
| Parstein (Lage)                     | 2, 3    | Siedlung Bronzezeit | 40396              |           |      |
| Parstein (Lage)                     | 3       | Siedlung Urgeschichte | 40397              |           |      |
| Parstein, Serwest (Lage)            | 3, 7    | Siedlung Bronzezeit, Siedlung Eisenzeit | 40390              |           |      |
| Parstein, Serwest (Lage)            | 2, 3, 7 | Siedlung Bronzezeit, Siedlung Eisenzeit, Siedlung slawisches Mittelalter                                                                           | 40391              |           |      |
| Parstein, Serwest (Lage)            | 2, 7    | Siedlung Bronzezeit, Siedlung Eisenzeit | 40392              |           |      |
| Parstein, Serwest (Lage)            | 2, 3, 7 | Siedlung Bronzezeit, Siedlung Eisenzeit | 40393              |           |      |
| Parstein, Serwest (Lage)            | 3, 7    | Siedlung Neolithikum | 40398              |           |      |